# Farbcodierte Kriegspläne der Vereinigten Staaten
Die farbkodierten Kriegspläne waren eine Reihe während der 1920er und 1930er Jahre vom Joint Army and Navy Board der Vereinigten Staaten entwickelte Pläne, in denen mögliche US-Strategien für eine Vielzahl hypothetischer Kriegsszenarien skizziert wurden. Die Pläne, die das Joint Planning Committee (später die Joint Chiefs of Staff) entwickelte, wurden 1939 offiziell zugunsten von fünf Rainbow-Plänen zurückgezogen, die entwickelt wurden, um der Gefahr eines Zwei-Ozeankriegs gegen mehrere Feinde zu begegnen.

## Farben
Die Verwendung von Farben für die US-Kriegsplanung entstand aus dem Wunsch, dass die Armee und Marine dieselben Symbole für ihre Pläne verwenden sollten. Ab Ende 1904 nutzte das Joint Army and Navy Board ein Farbsystem, Symbolen und abgekürzten Namen zur Darstellung der Länder. Viele Kriegspläne wurden durch die Farbe des Landes bekannt, mit dem sie verbunden waren, eine Konvention, die bis zum Zweiten Weltkrieg genutzt wurde. Als die Konvention, Farben zu verwenden, Wurzeln schlug, wurden einige schließlich wiederverwendet, wie zum Beispiel Grey (Grau), das ursprünglich für Italien stand, aber schließlich zum (nicht umgesetzten) War Plan Gray für die Eroberung und Besetzung der Azoren wurde.
Es gab Pläne für:
- Australien: Scarlet (Scharlachrot)
- Azoren: Gray (Grau)
- Brasilien: Citron (Zitrone)
- Kanada: Crimson (Purpurrot)
- China: Yellow (Gelb)
- China: (Intervention): Violet (Violett)
- Deutschland: Black (Schwarz)
- Kuba: Tan (Hellbraun)
- Irland: Emerald (Smaragdgrün)
- Frankreich: Gold (Gold)
- Vereinigtes Königreich: Red (Rot)
- Island: Indigo (Indigoblau)
- Indien: Ruby (Rubinrot)
- Italien: Silver (Silber)
- Japan: Orange (Orange)
- Mexiko: Green (Grün)
- Niederländisch-Indien: Brown (Braun)
- Neuseeland: Garnet (Granat)
- Portugal: Lemon
- Spanien: Olive (Oliv)
- Sowjetunion: Purple (Purpurrot)

In allen Plänen bezeichneten die USA sich selbst als Blue (Blau).
War Plan Orange war der Kriegsplan, der am meisten Beachtung fand. Eine Reihe von Notfallplänen zur Bekämpfung Japans wurde 1919 inoffiziell und 1924 offiziell skizziert. Orange bildete einige der Grundlagen für die eigentliche Kampagne gegen Japan im Zweiten Weltkrieg und schloss die riesige Wirtschaftsblockade von Festlandchina und die Pläne für die Internierung japanischstämmiger Amerikaner ein.
War Plan Red war ein Kriegsplan gegen Großbritannien und Kanada. Britische Territorien hatten Kriegspläne in verschiedenen Rottönen – Großbritannien war Red (Rot), Kanada Crimson (Dunkelrot), Indien Ruby (Rubin), Australien Scarlet (Scharlach) und Neuseeland Garnet (Granatrot). Irland, zu dieser Zeit ein Freistaat innerhalb des Britischen Empires, wurde mit Emerald (Smaragdgrün) bezeichnet. Der Plan wurde bis in die 1930er Jahre aktualisiert und sorgte 1974 bei der Aufhebung seiner Geheimhaltung für Turbulenzen in den amerikanisch-kanadischen Beziehungen.
War Plan Black (Schwarz) war ein Kriegsplan gegen Deutschland. Die bekannteste Version von Black wurde im Ersten Weltkrieg als Notfallplan konzipiert, für den Fall, dass Frankreich fiel und die Deutschen versuchten, französische Besitzungen in der Karibik zu erobern oder einen Angriff auf die Ostküste zu starten.

## Überlegungen
Viele der Kriegspläne waren angesichts des Zustandes der internationalen Beziehungen in den 1920er Jahren äußerst unwahrscheinlich und entsprachen militärischen Planungen anderer Nationen. Zur Ausbildung und Beschäftigung wurden oft jüngere Militäroffiziere beauftragt, die Pläne zu aktualisieren, dies besonders in Bezug auf War Plan Crimson, die Invasion Kanadas. Einige der Kriegsplanfarben wurden im Laufe der Zeit überarbeitet, was möglicherweise zu Verwirrungen führte.
Obwohl die USA nach dem Ersten Weltkrieg eben erst gegen Deutschland Krieg geführt hatten, entstand im Landesinnern ein intensiver Druck auf die Armee, als bekannt wurde, dass die Armee Pläne für einen Krieg gegen Deutschland aufstellte. Die Isolationisten lehnten den Gedanken an die Beteiligung an einem künftigen europäischen Konflikt grundsätzlich ab. Dies könnte die Armee ermutigt haben, spekulativere Planungsszenarien aufzustellen.

## Die Amerikanischen Staaten

### War Plan Green (Grün)
Während der 1910er Jahre waren die Beziehungen zwischen Mexiko und den Vereinigten Staaten oft angespannt. Im Jahr 1912 erwog US-Präsident William Howard Taft die Entsendung einer Expeditionstruppe zum Schutz ausländischen Eigentums während der Mexikanischen Revolution. So wurde War Plan Green entwickelt. Im Jahr 1916 fielen US-Truppen unter General John Pershing auf der Suche nach Pancho Villa in Mexiko ein, nachdem dessen Guerillatruppe den Ort Columbus (New Mexico) angegriffen hatte. Zuvor hatten amerikanische Seestreitkräfte den mexikanischen Hafen von Veracruz bombardiert und eingenommen. Sie zwangen den mexikanischen Präsidenten Victoriano Huerta abzudanken. Im Jahr 1917 fing der britische Geheimdienst ein Telegramm des deutschen Außenministeriums an seine Botschaft in Mexiko-Stadt ab. In diesem bot Deutschland Mexiko ein Bündnis gegen die Vereinigten Staaten und Hilfe bei der mexikanischen Rückeroberung des Südwestens an. Als die Zimmermann-Depesche in amerikanischen Zeitungen veröffentlicht wurde, trug sie dazu bei, die amerikanische Meinung gegen Deutschland umschlagen zu lassen und die Atmosphäre zwischen den USA und Mexiko weiter zu vergiften. Die Beziehungen zu Mexiko blieben in den 1920er und 1930er Jahren angespannt.

### Jenseits Mexiko
Im Weiteren intervenierte das amerikanische Militär zwischen dem Amerikanischen Bürgerkrieg und dem Ersten Weltkrieg des Öfteren in Lateinamerika, einschließlich Kolumbien/Panama, Haiti, Kuba und Nicaragua. Dabei wurden Teile der Kriegspläne Grey und Purple genutzt, obwohl die Kriegspläne nie offiziell aktiviert wurden.

## Multilaterale Kriegspläne
Einige Pläne wurden erweitert, um Krieg gegen Koalitionen feindlicher Mächte einzuschließen.
Am detailliertesten war Rot-Orange, das auf einem Zweifrontenkrieg gegen die Anglo-Japanische Allianz fußte, die 1924 jedoch verfiel. Dies war die Eventualität, die die US-Kriegsplaner am meisten beunruhigte, da sie einen Zweifrontenkrieg über zwei Ozeane gegen mächtige Seemächte bedeutete. Theorien, die in War Plan Red-Orange entwickelt wurden, waren während des Zweiten Weltkriegs nützlich, als die Vereinigten Staaten die Achsenmächte gleichzeitig im Atlantik und im Pazifik bekämpften.

### Rainbow Plans (Regenbogen)
Japan hatte die durch den Ersten Weltkrieg gebotene Gelegenheit genutzt, um sich als Großmacht und strategischer Rivale im Pazifischen Ozean zu etablieren. Nach dem Ersten Weltkrieg hielten die meisten amerikanischen Beamten und Planer einen Krieg gegen Japan für sehr wahrscheinlich. Diese Befürchtung ließ nach, als die zivile Regierung Japans vorübergehend ihr militärisches Expansionsprogramm einstellte (und dieses erst 1931 wieder aufnahm). War Plan Orange war der umfangreichste und detaillierteste der farbcodierten Pläne.
Nach den Ereignissen in Europa von 1938 und 1939 (Anschluss Österreichs, Münchner Abkommen, Zerschlagung der Rest-Tschechei und deutsch-sowjetischer Nichtangriffspakt) erkannten die amerikanischen Kriegsplaner, dass die Vereinigten Staaten vor der Möglichkeit eines Krieges an mehreren Fronten gegen eine feindliche Allianz standen. Als Maßnahme entwickelte das Joint Planning Board neu die Rainbow-Pläne. Der Begriff Rainbow ist eine Anspielung auf die zuvor erstellten einfarbigen Pläne.
- Rainbow 1 war ein Plan für einen Verteidigungskrieg, um die Vereinigten Staaten und die westliche Hemisphäre nördlich vom zehnten Grad [südlicher] Breite zu schützen. Für einen solchen Krieg wurde angenommen, dass die Vereinigten Staaten ohne große Verbündete dastanden.
- Rainbow 2 war identisch mit Rainbow 1, außer dass die Vereinigten Staaten mit Frankreich und dem Vereinigten Königreich verbündet waren.
- Rainbow 3 war eine Wiederholung des Orange-Plans mit dem Vorbehalt, dass die Verteidigung der westlichen Hemisphäre vorab gesichert werden würde, wie in Rainbow 1 vorgesehen.
- Rainbow 4 basierte auf den gleichen Annahmen wie Rainbow 1, erweiterte aber die amerikanische Mission um die Verteidigung der gesamten westlichen Hemisphäre.
- Rainbow 5, die als Grundlage für die amerikanische Strategie im Zweiten Weltkrieg gedacht war, ging davon aus, dass die Vereinigten Staaten mit Großbritannien und Frankreich verbündet seien. Es sah offensive Operationen amerikanischer Truppen in Europa, Afrika oder beiden vor.[12]

Die Annahmen und Pläne für Rainbow 5 wurden ausführlich im Plan-Dog-Memorandum diskutiert, das zu dem Schluss kam, dass die Vereinigten Staaten im Zweiten Weltkrieg die Strategie „Europa zuerst“ anzuwenden hätten.
Die Pläne für Rainbow 5 wurden Anfang Dezember 1941 von der Presse veröffentlicht, wobei dies der US-Präsident Franklin D. Roosevelt gesteuert haben soll.

## Liste der Farbpläne
Nach Angaben des öffentlichen Nachrichtendienstes, Global Security, sind folgende Pläne bekannt:
War Plan Black (Schwarz)
Ein Plan für den Krieg gegen Deutschland. Die bekannteste Version von Black wurde als Notfallplan während des Ersten Weltkriegs konzipiert, falls Frankreich fallen sollte und die Deutschen versuchten, französische Besitzungen in der Karibik zu erobern oder einen Angriff auf die Ostküste zu starten.
War Plan Grey (Grau)
Es gab zwei Kriegspläne namens Grey. Der erste befasste sich mit Mittelamerika und der Karibik, der zweite mit der Invasion der portugiesischen Azoren.
War Plan Brown (Braun)
Er befasste sich mit einem Aufstand in den Philippinen.
War Plan Tan (Hellbraun)
Intervention in Kuba.
War Plan Red (Rot)
Kriegsplan für das Vereinigte Königreich (mit Untervarianten Crimson, Scarlet, Ruby, Garnet und Emerald für britische Herrschaftsgebiete)
War Plan Orange
Kriegsplan für Japan.
War Plan Red-Orange (Rot-Orange)
Betrachtete einen Zweifrontenkrieg der Vereinigten Staaten (Blue) gegen Japan (Orange) und das Britische Empire (Red). Diese Analyse führte zu dem Verständnis, dass die Vereinigten Staaten nicht über die Mittel verfügten, um einen Zweifrontenkrieg zu führen. Daher wäre es sinnvoll, sich auf eine Front zu konzentrieren, wahrscheinlich den Atlantik. Letztendlich war dies die Entscheidung, die im Plan-Dog-Memorandum getroffen wurde.
War Plan Yellow (Gelb)
Behandelt den Kriegsplan gegen China, insbesondere im Hinblick auf eine mögliche Wiederholung des Boxeraufstandes (1899–1901). War Plan Yellow sah vor, die US-Armee in Koalition mit anderen imperialen Streitkräften in China zu stationieren. Ziel war die Unterdrückung unzufriedener Einheimischer in der Internationalen Niederlassung Shanghai und im Pekinger Gesandtschaftsviertel. Die Maßnahmen sahen bei Bedarf den Einsatz chemischen Waffen vor.
War Plan Gold
Betraf den Kriegsplan gegen Frankreich und/oder die Französischen Antillen.
War Plan Green (Grün)
Betraf den Kriegsplan gegen Mexiko oder was als „Mexikanische Inlandsintervention“ bezeichnet wurde, um Rebellentruppen zu besiegen und eine pro-amerikanische Regierung einzusetzen. War Plan Green wurde 1946 offiziell verworfen.
War Plan Indigo (Indigoblau)
Betraf die Besetzung von Island. Als Dänemark 1941 unter deutsche Besetzung kam, besetzten die Vereinigten Staaten tatsächlich Island und entlasteten so die britische Einheiten während der Atlantikschlacht.
War Plan Purple (Purpur)
Betraf die Invasion eines südamerikanischen Landes.
War Plan Violet (Violett)
Betraf Lateinamerika.
War Plan White (Weiß)
Betraf einen Aufstand in den USA. Der Plan entwickelte sich später zur Operation Garden Plot, dem allgemeinen US-Militärplan gegen Unruhen und friedliche Proteste. Teile des Kriegsplans Weiß wurden 1932 verwendet, um mit der Bonus-Army (Bonus Expeditionary Force) fertig zu werden. Die wahrscheinlichste Bedrohung ging gemäß den Autoren vom War Plan White von Kommunistischen Aufständischen aus.
War Plan Blue (Blau)
Deckte defensive Pläne und Vorbereitungen ab, welche die Vereinigten Staaten in Friedenszeiten ergreifen sollten.

## Aktuelle Kriegspläne der Vereinigten Staaten
- Operation Plans [OPLAN][33] von GlobalSecurity.org
  - OPLAN 1002: Verteidigung der arabischen Halbinsel[34]
  - OPLAN 4102: Verteidigung West-Europas[35]
  - OPLAN 5027: Hauptkriegsgebiet West (Korea)[36]
  - OPLAN 8044: Atomkoffer
  - OPLAN 8022: Nuklearstrategie
  - CONPLAN 8022: Prompt Global Strike (umgehender, weltweiter Schlag)[37]